# Rolf Ädel
Rolf Östen Ädel, född 26 augusti 1936 i Edsbyn, Ovanåkers socken, Gävleborgs län, är en svensk målare, tecknare och byggnadsarbetare.
Han är son till Hjalmar Ädel och Jenny Ångman och från 1956 gift med Solveig Gustavsson. Ädel utbildade sig till ingenjör via korrespondenskurser och var efter studierna anställd som byggnadsritare. Som konstnär bedrev han självstudier och genomgick korrespondenskurser i konst från ABC-skolan och NKI-skolan. Han medverkade i samlingsutställningar med Dalarnas konstförening i Falun. Hans konst består av figurmotiv, porträtt och realistiska landskap i olika tekniker.